# Nero (araldica)
Il nero è uno smalto araldico. Nella rappresentazione monocromatica è simboleggiato da un incrocio di linee orizzontali e verticali.

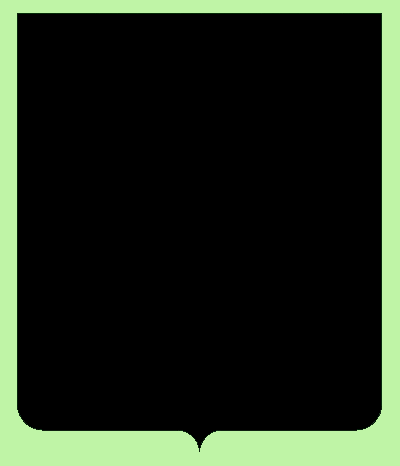
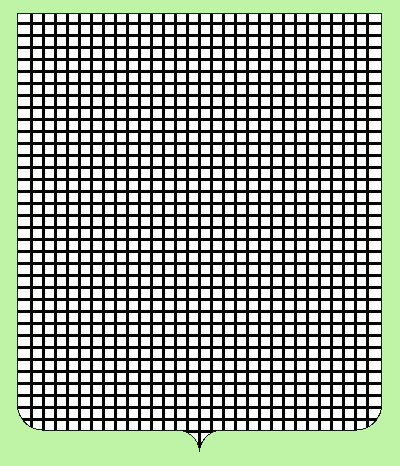
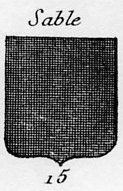
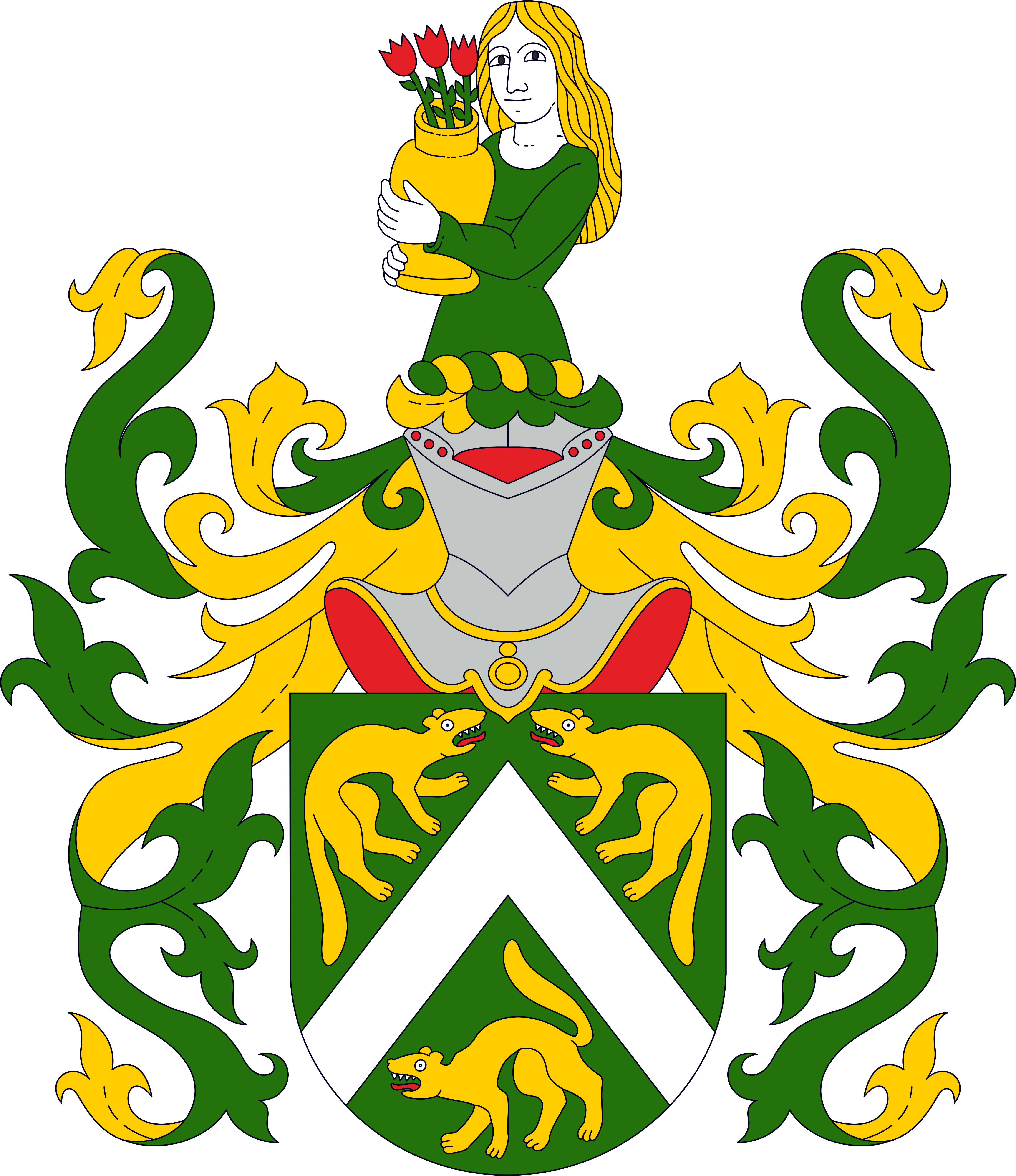
Stemma dell'araldista slovacco Marek Sobola con tre zibellini d'oro (Sobol in ceco significa "zibellino")
Stemma della Siberia

Nell'araldica francese, inglese e spagnola, ha il nome di sable, parola che deriva dal russo sobol' che indica lo zibellino, dalla pelliccia nera, o dal tedesco Zobel, la martora nera. In origine il termine sable era utilizzato per indicare una pelliccia.
Nell'araldica inglese si usa il termine diamante (in inglese diamond o adamant) per indicare lo smalto nero utilizzato nelle armi dei semplici gentiluomini.
Può simboleggiare, oltre al lutto, la fedeltà al signore fino alla morte.